# Noorwegen op het Eurovisiesongfestival 1960
Melodi Grand Prix 1960 was de eerste editie van de liedjeswedstrijd die de Noorse deelnemer van het Eurovisiesongfestival oplevert. Op 4 februari werd de halve finale op de radio uitgezonden, elf liedjes namen deel waarvan er zes naar de finale doorgingen.

## Uitslag
| Nr. | Artiest                       | Lied                 | Punten | Plaats |
| --- | ----------------------------- | -------------------- | ------ | ------ |
| 1   | Ny smart hatt                 | Torhild Lindahl      | 79     | 2de    |
| 2   | Lille Lilli-Ann fra Lillesand | Egil Ellingsen       | 64     | 5de    |
| 3   | En drøm er alt                | Siss Hartmann        | 79     | 2de    |
| 4   | Et sommereventyr              | Elisabeth Grannemann | 74     | 4de    |
| 5   | Frøken alfabet                | Per Müller           | 59     | 6de    |
| 6   | Voi voi                       | Nora Brockstedt      | 94     | 1ste   |

1960 · 1961 · 1962 · 1963 · 1964 · 1965 · 1966 · 1967 · 1968 · 1969 · 1970 · 1971 · 1972 · 1973 · 1974 · 1975 · 1976 · 1977 · 1978 · 1979 · 1980 · 1981 · 1982 · 1983 · 1984 · 1985 · 1986 · 1987 · 1988 · 1989 · 1990 · 1991 · 1992 · 1993 · 1994 · 1995 · 1996 · 1997 · 1998 · 1999 · 2000 · 2001 · 2002 · 2003 · 2004 · 2005 · 2006 · 2007 · 2008 · 2009 · 2010 · 2011 · 2012 · 2013 · 2014 · 2015 · 2016 · 2017 · 2018 · 2019 · 2020 · 2021 · 2022 · 2023 · 2024 · 2025
België · Denemarken · Frankrijk · Italië · Luxemburg · Monaco · Nederland · Noorwegen · Oostenrijk · Verenigd Koninkrijk · West-Duitsland · Zweden · Zwitserland